# Concessione Chester
La concessione Chester, approvata dal congresso della neonata Repubblica di Turchia il 10 aprile 1923, è il nome di una concessione che avrebbe consentito agli Stati Uniti lo sviluppo petrolifero e ferroviario in Turchia. L'accordo prende il nome dall'ammiraglio in pensione Colby Mitchell Chester e fu firmato tra la Grande Assemblea Nazionale Turca e la Società di sviluppo ottomano-americana il 10 aprile 1923. Il Senato degli Stati Uniti si rifiutò di ratificare il trattato e di conseguenza la Turchia annullò la concessione.
Fu un riconoscimento di notevole importanza e segnò per la prima volta l'introduzione su larga scala del capitale statunitense nel Vicino Oriente. Lo stesso tipo di accordo (la Ferrovia di Baghdad) fu una delle principali cause di preoccupazione che portò l'Impero ottomano alla prima guerra mondiale. La Germania aveva ottenuto concessioni dall'Impero ottomano che consentivano alle compagnie tedesche di costruire ferrovie.

## Storia
Approvato dall'Assemblea della neonata Repubblica di Turchia il 10 aprile 1923, la società statunitense avrebbe avuto i diritti su tutte le risorse minerarie, compresi i giacimenti petroliferi, che si trovavano all'interno di una zona di 20 chilometri su ciascun lato delle linee ferroviarie, nonché il privilegio di svolgere attività sussidiarie come la posa di oleodotti, l'utilizzo dell'energia idrica per la costruzione e la creazione di strutture portuali e terminali sul Mar Nero e sul Golfo di Alessandretta. La società avrebbe potuto utilizzare le risorse dei terreni pubblici, comprese sabbiere, cave di ghiaia, cave e legname, senza alcun compenso e l'esenzione dalla tassazione. Il contrammiraglio in pensione Colby Mitchell Chester era all'epoca alla guida del sindacato degli Stati Uniti, e fu quindi  impiegato il nome di concessione Chester, sebbene il nome ufficiale del gruppo fosse la ocietà di sviluppo ottomano-americana (Ottoman-American Development Company).
Nonostante il desiderio del governo turco di liberarsi dall'influenza economica straniera (che aveva causato una grande perdita di autonomia ai predecessori ottomani), la concessione fu approvata perché avrebbe garantito il sostegno degli Stati Uniti al Trattato di Losanna, dove erano in corso le trattative sul rapporto tra il nuovo Stato turco e le potenze europee. Un altro fattore fu la necessità pragmatica di sviluppo del governo turco, che soverchiava qualsiasi timore legato all'imperialismo. La sovvenzione ferroviaria si applicava a un'estensione della vecchia ferrovia anatolica da Angora (oggi Ankara) a Sivas, con una diramazione al porto di Samsun sul Mar Nero; una linea da Sivas a Erzurum e quindi alle frontiere persiane e russe, con diramazioni ai porti del Mar Nero di Tirebolu e Trebisonda); una linea da Ulukışla sulla ferrovia di Baghdad a Sivas via Kayseri; una ferrovia da Sivas ad Harput e poi a Mosul con diramazioni per Bitlis e Van; infine una ferrovia da Harput a Yumurtalık, un porto sul Golfo di Alessandretta.
Fu stimato che sarebbero stati necessari $ 300.000.000 per portare a termine il piano. L'accordo fallì in parte a causa di problemi di finanziamento da parte degli Stati Uniti e in parte perché prevedeva lo sviluppo della ferrovia nella provincia di Bassora, che non passò sotto il controllo turco (Bassora divenne parte del mandato britannico), e poiché la Turkish Petroleum Company era controllata dagli inglesi. Il Ministero degli Esteri francese, a nome dei cittadini con i quali sostenevano che la concessione Chester fosse in conflitto, inviò una nota al governo di Angora in cui caratterizzava l'intera procedura come deliberatamente ostile. Nel 1923, l'Assemblea di Angora dichiarò bruscamente che la concessione era decaduta, a causa del mancato rispetto da parte dei concessionari nel tempo assegnato di alcune condizioni della concessione; tuttavia il signor Clayton Kennedy, in qualità di rappresentante del gruppo, si recò di persona ad Angora e, secondo quanto riferito nel 1924, riuscì a riaprire la questione.